# (541044) 2018 BN11
(541044) 2018 BN11 es un asteroide perteneciente al cinturón de asteroides descubierto el 11 de marzo de 2008 por el equipo del Mount Lemmon Survey desde el Observatorio del Monte Lemmon, Arizona, Estados Unidos.

## Designación y nombre
Designado provisionalmente como 2018 BN11.

## Características orbitales
2018 BN11 está situado a una distancia media del Sol de 3,029 ua, pudiendo alejarse hasta 3,434 ua y acercarse hasta 2,625 ua. Su excentricidad es 0,133 y la inclinación orbital 8,447 grados. Emplea 1926,17 días en completar una órbita alrededor del Sol.

## Características físicas
La magnitud absoluta de 2018 BN11 es 16,6. 